# Оброца Остап Михайлович
Остап Михайлович Оброца (22 червня 1931 — 21 листопада 1979) — український майстер гравюри, акварелі й олійного живопису.

## Біографія
Остап Михайлович Оброца народився 22 червня 1931 року в селі Добрівляни, Стрийський повіт, нині Стрийська громада Львівської області, в бідній селянській сім'ї.
Початкову школу закінчив у рідному селі в 1943 році. У 1949 році закінчив Стрийську середню школу № 5. У тому ж році поступив до Львівського училища прикладного мистецтва ім. Труша. З другого курсу був призваний в армію. З 1953 по 1954 рр. був курсантом військового училища льотчиків.
З 1956 року працював художником у Стрийській художній майстерні Львівського художньо-виробничого фонду СРСР. З 1958 по 1964 рр. заочно навчався в Українському поліграфічному інституті ім. Івана Федорова у Львові на факультеті художнє оформлення друкованої продукції.
З 1963 року брав участь в обласних, республіканських і всесоюзних виставках. Твори Остапа Оброци виставлялись у Львові, Києві, Ленінграді та інших містах у багатьох зарубіжних виставках. За його участю відбулось 18 виставок екслібрису у Львові, Мінську, Москві, Тулі, Одесі, Баку, Ленінграді.
О. Оброца все своє життя, мандруючи по селах Західної України, збирав і вивчав перлини народного мистецтва.
Помер художник 21 листопада 1979 року.

## Творчість
Оброца — майстер гравюри, акварелі й олійного живопису. Його творчості властиві яскраві індивідуальні риси, які в основі своїй поєднують найкращі традиції українського професійного і народного мистецтва. Своїми численними гравюрами й акварелями він створив своєрідну образотворчу книгу буття свого народу, в якій змалював його історію, побут, творчість, відобразив красу і поезію рідного краю. Був столяром, майстром-червонодеревником.

### Творча спадщина
Спадщина художника налічує понад 350 творів графіки, акварелі, станкового і монументального живопису. Але найбільшу популярність принесла йому естампна графіка. Остап Оброца — майстер екслібриса (109 екслібрисів). Він художньо оформлював книги П. Мирного і М. Стельмаха, К. Чуковського «Украдене сонце», Б. Загорулька «Первоцвіт» та інші. Відомі ліногравюри з серії «Мій рідний край», «Українські народні пісні», портрети видатних діячів історії та культури.

### Цитати
4 липня 1981 року Григорій Дем'ян сказав:
|  | Остап Оброца своєю творчістю, яка була наслідком глибокого вивчення, навіть наукового дослідження тем, які мали стати аркушем естампу чи акварелі, навіки вписав своє ім'я в історію культури рідного народу. Сьогодні воно сяє яскравою зіркою на небосхилі вітчизняного образотворчого мистецтва, особливо в жанрі книжкового знака, де він досяг, безперечно, найбільшого успіху, став відомим не тільки в СРСР і Європі, а й на інших континентах нашої планети… |

У газеті «Вільна Україна» від 21 вересня 1985 року письменник Віктор Романюк писав:
|  | Остап Оброца належить до тих художників, які з життєвої круговерті вихоплюють миті, варті уваги, подиву людського. І, виношені в скарбницях душі, вони згодом лягають на білих аркушах паперу чітко, зворушливо, правдиво, як вимагає життя. Привертає увагу цикл його гравюр «Великі люди землі», в якому художник переконливо показу силу і можливості свого хисту, знання історії, обрядів і звичаїв рідного краю. Персонажі його гравюр постають перед нами у всій своїй величі і красі. Натхненні обличчя Захара Беркута, величаві, могутні постаті Довбуша, Святослава, Сагайдачного, гайдамацька войовничість Гонти і Залізняка, важкий і благородний труд Франкових Каменярів — все це виразно і глибоко втілив автор у своєму задумі. |

В його «Щоденнику» 1974 зустрічаються наступні слова:
|  | Кожна людина після себе старається залишити якийсь слід. В першу чергу дітей, які продовжують рід. Інші, в яких нема дітей, хоч дерево посадять. Для митця дітьми є його твори, народжені в ще гірших муках, ніж народжують дітей. |

|  | Ми, митці, не маємо права купатися в недоліках, адже без них не обходиться ні один суспільний лад. Ми маємо показати світові неперевершеність земної краси.» |